# Dothan (États-Unis)
Pour les articles homonymes, voir Dothan.
La ville de Dothan (en anglais [ˈdoʊθən]) est le siège du comté de Houston, dans le sud-est de l'État de l'Alabama,  aux États-Unis. Dothan est connue pour être la capitale des cacahuètes et des préservatifs[réf. nécessaire].
Elle a aussi donné son nom à un processeur Intel, le Dothan.

## Économie
La ville abrite une usine de fabrication de pneumatiques du groupe français Michelin.

## Démographie
| 1890 | 1900  | 1910  | 1920   | 1930   | 1940   | 1950   | 1960   |
| ---- | ----- | ----- | ------ | ------ | ------ | ------ | ------ |
| 247  | 3 275 | 7 016 | 10 034 | 16 046 | 17 194 | 21 584 | 31 440 |

| 1970   | 1980   | 1990   | 2000   | 2010   | - | - | - |
| ------ | ------ | ------ | ------ | ------ | - | - | - |
| 36 733 | 48 750 | 53 589 | 57 737 | 65 496 | - | - | - |